# Luis Miguel Valle
Luis Miguel Valle Juárez (San José, 11 de abril de 1989) es un exfutbolista costarricense. Jugaba de volante y su último equipo fue Asociación Deportiva Barrio México de la Segunda División de Costa Rica. Su debut se dio en Liga Deportiva Alajuelense el 22 de marzo del 2009.

## Clubes
| Club                               | País       | Año         |
| ---------------------------------- | ---------- | ----------- |
| Alajuelense                        | Costa Rica | 2009 - 2017 |
| Pérez Zeledón                      | Costa Rica | 2018        |
| Sporting San José                  | Costa Rica | 2018        |
| La U Universitarios                | Costa Rica | 2019 - 2020 |
| Asociasión Deportiva Santa Rosa    | Costa Rica | 2020-2021   |
| Asociación Deportiva Barrio México | Costa Rica | 2021-2022   |

## Palmarés

### Títulos nacionales
| Título                         | Club        | Año  |
| ------------------------------ | ----------- | ---- |
| Primera División de Costa Rica | Alajuelense | 2010 |
| Primera División de Costa Rica | Alajuelense | 2011 |
| Primera División de Costa Rica | Alajuelense | 2011 |
| Supercopa                      | Alajuelense | 2012 |
| Primera División de Costa Rica | Alajuelense | 2012 |
| Primera División de Costa Rica | Alajuelense | 2013 |

#### Títulos internacionales
| Título               | Equipo                  | Sede       | Año  |
| -------------------- | ----------------------- | ---------- | ---- |
| Copa Centroamericana | Selección de Costa Rica | Costa Rica | 2013 |